# Philosophe British Cemetery
Philosophe British Cemetery is een Britse militaire begraafplaats met gesneuvelden uit de Eerste Wereldoorlog, gelegen in de Franse gemeente Mazingarbe in het departement Pas-de-Calais. De begraafplaats ligt aan de Rue Alexandre Dumas bij de oostelijke rand van de gemeente op 1,4 km van het gemeentehuis en is vanaf deze weg bereikbaar langs een pad van 75 m. Ze werd ontworpen door Herbert Baker, heeft ongeveer de vorm van een trapezium en wordt omgeven door een bakstenen muur. Het Cross of Sacrifice staat aan de noordelijke rand en de Stone of Remembrance staat op dezelfde aslijn maar aan de zuidelijke rand van de begraafplaats op een verhoogd terras. De begraafplaats wordt onderhouden door de Commonwealth War Graves Commission. 
Er liggen 2.277 doden begraven waaronder 179 niet geïdentificeerde.

## Geschiedenis
De begraafplaats werd gestart in augustus 1915. In 1916 werd ze overgenomen door de 16th (Irish) Division, die toen de "Loos Salient" bezette waarbij ze hun gesneuvelden vanuit de frontlinie hier begroeven. Andere divisies gebruikten de begraafplaats tot oktober 1918 waarbij vaak mannen van dezelfde divisie of bataljon naast elkaar werden begraven.
Na de oorlog werd de begraafplaats gebruikt voor de concentratie van geïsoleerde graven uit de slagvelden rond Loos, Cambrin, Auchy, Vermelles en Hulluch.
Er liggen 2.267 Britten (waaronder 277 niet geïdentificeerde), 2 Australiërs, 6 Canadezen en 2 niet geïdentificeerde Duitsers begraven.

## Graven

### Onderscheiden militairen
- G.F. Bailey, kapitein bij het York and Lancaster Regiment, Dugald Black MacLean en James Elliot Black, allebei kapitein bij het Royal Army Medical Corps, Arthur Fox, kapitein bij de King's Shropshire Light Infantry en G.P. Barlow, onderluitenant bij de Sherwood Foresters (Notts and Derby Regiment) werden onderscheiden met het Military Cross (MC).
- sergeant G. Franks, kanonnier John William Stigger en soldaat J.T. Urwin werden onderscheiden met de Distinguished Conduct Medal en de Military Medal (DCM, MM).
- compagnie sergeant-majoor C.A. Collins, de sergeant William Barlow, de korporaals Sidney Athur Williams en Cyril Storey en de soldaten J. Jones en G. Lowe werden onderscheiden met de Distinguished Conduct Medal (DCM).
- er zijn nog 33 militairen die de Military Medal (MM) ontvingen.

### Minderjarige militairen
- soldaat Reginald Albert Twyford was slechts 15 jaar toen hij sneuvelde.
- de soldaten James Woods en J.J. Riggs waren slechts 16 jaar toen ze sneuvelden.
- de soldaten F. Chubb, John Churchill, T. Duffy, Martin Kavanagh en John Ninian McHaffie waren 17 jaar toen ze sneuvelden.

### Aliassen
- soldaat Henry Whenary diende onder het alias Henry Whinnery bij de Durham Light Infantry.
- kanonnier John E. Rees diende onder het alias John E. Reece bij de Royal Field Artillery.
- soldaat John Farr diende onder het alias John Harley bij de Royal Inniskilling Fusiliers.
- pionier Arthur Sowden diende onder het alias Arthur Major bij de Royal Engineers.